# Гран-прі (Каннський кінофестиваль)

Логотип Гран-прі Каннського кінофестивалю

«Гран-прі» (фр. Grand prix) — друга за значущістю нагорода Каннського кінофестивалю, що вручається фільму з Основної конкурсної програми.
До 1954 року, а також з 1964 по 1974 рік назву «Гран-прі» носила головна нагорода кінофестивалю в Каннах — «Золота пальмова гілка».

## Спеціальний Гран-прі журі
| Рік  | Фільм | Режисер | Країна |
| ---- | --- | --- | --- |
| 1967 | Нещасний випадок / Accident                                                                                  | Джозеф Лоузі                                                                                                | Велика Британія                                                                                             |
| 1967 | Скупники пір'я / Skupljači perja                                                                             | Александр Петровіч                                                                                          | Югославія                                                                                                   |
| 1968 | Унаслідок травневих заворушень у Франції кінофестиваль було припинено. Нагороду цього року не присуджували.  | Унаслідок травневих заворушень у Франції кінофестиваль було припинено. Нагороду цього року не присуджували. | Унаслідок травневих заворушень у Франції кінофестиваль було припинено. Нагороду цього року не присуджували. |
| 1969 | Одален 31 / Ådalen '31                                                                                       | Бу Відерберг                                                                                                | Швеція |
| 1970 | Слідство у справі громадянина поза всякими підозрами / Indagine su un cittadino al di sopra di ogni sospetto | Еліо Петрі                                                                                                  | Італія |
| 1971 | Джонні взяв зброю / Johnny Got His Gun                                                                       | Далтон Трамбо                                                                                               | США |
| 1971 | Відрив / Taking Off                                                                                          | Мілош Форман                                                                                                | США |
| 1972 | Солярис | Андрій Тарковскій                                                                                           | СРСР |
| 1973 | Мамуня та повія / La Maman et la Putain                                                                      | Жан Есташ                                                                                                   | Франція |
| 1974 | Квітка тисячі й однієї ночі / Il fiore delle Mille e una notte                                               | П'єр Паоло Пазоліні                                                                                         | Італія |
| 1975 | Кожен за себе, а Бог проти всіх / Jeder für sich und Gott gegen alle                                         | Вернер Герцог                                                                                               | ФРН |
| 1976 | Вигодуй ворона / Cría Cuervos                                                                                | Карлос Саура                                                                                                | Іспанія |
| 1976 | Маркіза фон О… / Die Marquise von O…                                                                         | Ерік Ромер                                                                                                  | Франція ФРН                                                                                                 |
| 1977 | Нагороду цього року не присуджували.                                                                         | Нагороду цього року не присуджували.                                                                        | Нагороду цього року не присуджували.                                                                        |
| 1978 | Крик / The Shout                                                                                             | Єжи Сколімовський                                                                                           | Велика Британія                                                                                             |
| 1978 | Прощавай, самець / Ciao maschio                                                                              | Марко Феррері                                                                                               | Італія |
| 1979 | Сибіріада | Андрій Кончаловський                                                                                        | СРСР |
| 1980 | Мій американський дядечко / Mon oncle d'Amérique                                                             | Ален Рене                                                                                                   | Франція |
| 1981 | На відстані світлових років / Les Années lumière                                                             | Ален Таннер                                                                                                 | Швейцарія                                                                                                   |
| 1982 | Ніч Святого Лоренцо / La notte di San Lorenzo                                                                | Паоло і Вітторіо Тавіані                                                                                    | Італія |
| 1983 | Сенс життя за Монті Пайтоном / Monty Python's The Meaning Of Life                                            | Террі Ґілліам, Террі Джонс                                                                                  | Велика Британія                                                                                             |
| 1984 | Щоденник для моїх дітей / Napló gyermekeimnek                                                                | Марта Месарош                                                                                               | Угорщина |
| 1985 | Пташка / Birdy                                                                                               | Алан Паркер                                                                                                 | США |
| 1986 | Жертвопринесення / Offret                                                                                    | Андрій Тарковскій                                                                                           | Швеція |
| 1987 | Каяття / Покаяние                                                                                            | Тенгіз Абуладзе                                                                                             | СРСР |
| 1988 | Інший світ / A World apart                                                                                   | Кріс Менжес                                                                                                 | Велика Британія                                                                                             |

## Гран-прі журі
| Рік  | Фільм                                               | Режисер            | Країна       |
| ---- | --------------------------------------------------- | ------------------ | ------------ |
| 1989 | Новий кінотеатр «Парадізо» / Nuovo cinema Paradiso  | Джузеппе Торнаторе | Італія       |
| 1989 | Надто красива для тебе / Trop belle pour toi        | Бертран Бліє       | Франція      |
| 1990 | Закон / Tilai                                       | Ідрісса Уедраоґо   | Буркіна-Фасо |
| 1990 | Укус смерті / 死の棘                                | Кохей Оґурі        | Японія       |
| 1991 | Чарівна пустунка / La Belle noiseuse                | Жак Ріветт         | Франція      |
| 1992 | Викрадач / Il ladro di bambini                      | Джанні Амеліо      | Італія       |
| 1993 | Так далеко, так близько! / In weiter Ferne, so nah! | Вім Вендерс        | Німеччина    |
| 1994 | Жити / Huozhe                                       | Чжан Імоу          | КНР          |
| 1994 | Стомлені сонцем                                     | Микита Михалков    | Росія        |

## Гран-прі
| Рік  | Фільм                                              | Режисер                                          | Країна                                              |
| ---- | -------------------------------------------------- | ------------------------------------------------ | --------------------------------------------------- |
| 1995 | Погляд Одіссея / To Vlemma tou Odyssea             | Тео Ангелопулос                                  | Греція                                              |
| 1996 | Розсікаючи хвилі / Breaking the Waves              | Ларс фон Трієр                                   | Данія                                               |
| 1997 | Хороше майбутнє / The Sweet Hereafter              | Атом Еґоян                                       | Канада                                              |
| 1998 | Життя прекрасне / La vita è bella                  | Роберто Беніньї                                  | Італія                                              |
| 1999 | Гуманність / L'Humanité                            | Брюно Дюмон                                      | Франція                                             |
| 2000 | Дияволи на порозі / Guizi lai le                   | Чжан Вень                                        | КНР                                                 |
| 2001 | Піаністка / La Pianiste                            | Міхаель Ханеке                                   | Австрія                                             |
| 2002 | Людина без минулого / Mies vailla menneisyyttä     | Акі Каурісмякі                                   | Фінляндія                                           |
| 2003 | Відчуження / Uzak                                  | Нурі Більґе Джейлан                              | Туреччина                                           |
| 2004 | Олдбой / Old Boy                                   | Пак Чхан Ук                                      | Південна Корея                                      |
| 2005 | Поламані квіти / Broken Flowers                    | Джим Джармуш                                     | США                                                 |
| 2006 | Фландрія / Flandres                                | Брюно Дюмон                                      | Франція                                             |
| 2007 | Ліс скорботи / 殯の森                              | Наомі Кавасе                                     | Японія                                              |
| 2008 | Ґоморра / Gomorra                                  | Маттео Ґарроне                                   | Італія                                              |
| 2009 | Пророк / Un Prophète                               | Жак Одіяр                                        | Франція                                             |
| 2010 | Про людей і богів / Des hommes et des dieux        | Ксав'є Бовуа                                     | Франція                                             |
| 2011 | Одного разу в Анатолії / Bir Zamanlar Anadolu'da   | Нурі Більге Джейлан                              | Туреччина                                           |
| 2011 | Хлопчик з велосипедом / Le Gamin au vélo           | Жан-П'єр і Люк Дарденни                          | Бельгія                                             |
| 2012 | Реальність / Reality                               | Маттео Ґарроне                                   | Італія                                              |
| 2013 | Всередині Л'юіна Девіса / Inside Llewyn Davis      | Джоел та Ітан Коени                              | США                                                 |
| 2014 | Чудеса / Le meraviglie                             | Аліче Рорвахер                                   | Італія                                              |
| 2015 | Син Саула / Saul fia                               | Ласло Немеш                                      | Угорщина                                            |
| 2016 | Це всього лиш кінець світу / Juste la fin du monde | Ксав'є Долан                                     | Канада Франція                                      |
| 2017 | 120 ударів на хвилину / 120 battements par minute  | Робен Кампійо                                    | Франція                                             |
| 2018 | Чорний куклукскланівець / BlacKkKlansman           | Спайк Лі                                         | США                                                 |
| 2019 | Атлантика / Atlantique                             | Маті Діоп                                        | Франція                                             |
| 2020 | Фестиваль не проводився через пандемію COVID-19.   | Фестиваль не проводився через пандемію COVID-19. | Фестиваль не проводився через пандемію COVID-19.    |
| 2021 | Купе номер шість / Hytti nro 6                     | Юхо Куосманен                                    | Фінляндія                                           |
| 2021 | Герой / قهرمان                                     | Асгар Фархаді                                    | Іран                                                |
| 2022 | Близько / Close                                    | Лукас Донт                                       | Бельгія                                             |
| 2022 | Зірки опівдні / The Stars at Noon                  | Клер Дені                                        | Франція                                             |
| 2023 | Зона інтересів / The Zone of Interest              | Джонатан Ґлейзер                                 | США, Велика Британія, Польща                        |
| 2024 | Все, що ми уявляємо як світло / പ്രഭയായ് നിനച്ചതെല്ലം      | Паял Кападіа                                     | Франція, Індія, Нідерланди, Люксембург, Італія      |
| 2025 | Сентиментальна цінність / Affeksjonsverdi          | Йоакім Трієр                                     | Норвегія, Франція, Німеччина, Данія, Швеція, Англія |